# Raven (dragqueen)
David Petruschin, född 8 april 1979, mer känd under artistnamnet Raven, är en amerikansk dragqueen och dokusåpepersonlighet från Riverside, Kalifornien. Hans genombrott kom i och med andra säsongen av RuPauls dragrace, där han tog sig hela vägen till final och slutade på en andraplats. Under den stjärnspäckade All Stars-säsongen, tog sig Petruschin återigen till final och slutade tvåa efter Chad Michaels. Därefter fortsatte Petruschin sin karriär i RuPauls TV-serier genom att medverka i alla tre säsonger av RuPauls Drag U tillsammans med Morgan McMichaels, Pandora Boxx och Jujubee, de också tävlande från dragracets andra säsong.

## Karriär efterRuPauls dragrace
Utöver sin medverkan i RuPauls dragrace, syntes Petruschin i ett avsnitt av America's Next Top Model, Cycle 8, där han deltog i en plåtning med var och en av deltagarna i manlig drag. Raven har även gjort sig populär på YouTube där han tillsammans med Raja från säsong 3 recenserar deltagare från RuPauls dragrace utifrån deras kreationer under catwalken via YouTube-serien Fashion Photo Ruview.

### RuPauls Drag U
Raven var en av många tidigare tävlande från "dragracet" som bjudits in som drag-lärare i spinoff-serien RuPauls Drag U som sändes i tre säsonger. I serien är Petruschins drag-person inte lika hård och bister som den annars tidigare varit, utan uttrycker en mjukare och mer uppmuntrande sida i funktionen som mentor för tjejerna som deltar i serien.